# 1939 dans le catholicisme
Chronologie du catholicisme
- 1935
- 1936
- 1937
- 1938
- 1939
- 1940
- 1941
- 1942
- 1943

Cet article présente les faits marquants de l'année 1939 dans le catholicisme.

## Évènements
- 1er et 2 mars : conclave consécutif au décès de Pie XI et élection de Pie XII.
- 18 juin : béatification d'Émilie de Vialar.
- 20 octobre : publication de la première encyclique de Pie XII, Summi Pontificatus sur l'unité du genre humain.

## Naissances
- 6 janvier : David Tracy, prêtre et théologien américain († 29 avril 2025)
- 12 janvier : Reinaldo Pünder, prélat et missionnaire allemand, évêque de Coroatá († 16 janvier 2011)
- 21 janvier : Bernardo Filipe Governo, prélat capucin mozambicain, évêque de Quelimane (en) († 20 octobre 2013)
- 23 janvier : Nicola De Angelis, prélat canadien d'origine italienne, évêque de Peterborough († 16 juin 2023)
- 29 janvier : Jesús Moliné Labarte, prélat hispano-péruvien, évêque de Chiclayo
- 30 janvier : Alberto Suárez Inda, cardinal mexicain, archevêque de Morelia
- 8 février : prêtre, missionnaire et auteur français, témoin des crimes des Khmers rouges († 17 janvier 2025)
- 15 février : Isaías Duarte Cancino, prélat colombien, archevêque de Cali, assassiné († 16 mars 2002)
- 22 février : Heinrich Pfeiffer, prêtre jésuite et historien de l'art allemand († 26 novembre 2021)
- 25 février : Paul Francis Knitter, théologien américain
- 11 mars : 
  - Gerard Sithunywa Ndlovu, prélat sud-africain, évêque d'Umzimkulu († 13 mars 2013)
  - Orlando Quevedo, cardinal philippin, archevêque de Cotabato
- 18 mars : Joseph Boishu, prélat français, évêque auxiliaire de Reims
- 27 mars : Lawrence Eugene Brandt, prélat américain, évêque de Greensburg († 8 juin 2025)
- 8 avril : Edwin O'Brien, cardinal américain de la Curie
- 4 avril : Manfred Grothe, prélat allemand, évêque auxiliaire de Paderborn
- 17 avril : Bienheureux Paul Favre-Miville, moine trappiste, missionnaire en Algérie et martyr français († mai 1996)
- 20 avril : Dominique Bonnet, prélat et missionnaire français, évêque de Mouila
- 21 avril : Helen Prejean, religieuse américaine, militante contre la peine de mort
- 23 avril : 
  - Herman Joseph Sahadat Pandoyoputro, prélat indonésien, évêque de Malang († 23 septembre 2016)
  - Stanisław Wielgus, prélat polonais, éphémère archevêque de Varsovie
- 24 avril : Vittorio Fusco, prélat italien, évêque de Nardò-Gallipoli († 11 juillet 1999)
- 27 avril : Stanisław Dziwisz, cardinal polonais, archevêque de Cracovie
- 16 mai : Eugenio Dal Corso, cardinal et missionnaire italien, évêque de Benguela († 20 octobre 2024)
- 27 mai : Charles Deblois, ancien prêtre, journaliste et homme politique canadien († 18 février 2019)
- 7 juin : Dimítrios Saláchas, prélat grec de rite grec-catholique, exarque apostolique de l'Église grecque-catholique hellène et évêque titulaire de Carcabia (de) puis de Gratianopolis (de) († 16 octobre 1939)
- 11 juin : Salvatore Nunnari, prélat italien, archevêque de Cosenza-Bisignano
- 7 juillet : François-Xavier Loizeau, prélat français, évêque de Digne
- 8 juillet : Albert Ayinde Fasina (de) prélat nigérian, évêque d'Ijebu-Ode (en) († 29 juin 2021)
- 13 juillet : Frans van der Hoff, prêtre et missionnaire néerlandais au Mexique († 13 février 2024)
- 17 juillet : Adalbert Ndzana, prélat camerounais, évêque de Mbalmayo
- 26 juillet : Jean-Marie Guillaume, prêtre français, supérieur de la Société des missions africaines
- 31 juillet : John Tong Hon, cardinal chinois, évêque de Hong Kong, précédemment évêque titulaire de Bossa (de)
- 7 août : Mile Bogović (en), prélat croate, évêque de Gospić-Senj (hr) († 19 décembre 2020)
- 16 août : Sean Baptist Brady, cardinal irlandais, archevêque d'Armagh
- 20 août : Bienheureuse Maria Laura Mainetti, religieuse et martyre italienne († 6 juin 2000)
- 26 août : Maurilio Guasco, prêtre et historien italien
- 30 août : François Maupu, prélat français, évêque de Verdun
- 6 septembre : Luigi Travaglino, prélat italien, diplomate du Saint-Siège et archevêque titulaire de Litterae (de)
- 28 septembre : Rrok Mirdita, prélat albanais, archevêque de Tirana-Durrës († 7 décembre 2015)
- 7 octobre : Laurent Monsengwo Pasinya, cardinal congolais, archevêque de Kinshasa († 11 juillet 2021)
- 11 octobre : Zenon Grocholewski, cardinal polonais de la Curie, précédemment archevêque titulaire d'Acropolis (de) († 17 juillet 2020)
- 14 octobre : Edoardo Menichelli, cardinal italien, archevêque d'Ancône-Osimo
- 15 octobre : Telesphore Toppo, cardinal indien, archevêque de Ranchi († 4 octobre 2023)
- 18 octobre : Salvador Miranda, prêtre, bibliographe, bibliothécaire et historien américain († 1er juin 2024)
- 31 octobre : Michel Mouïsse, prélat français, évêque de Périgueux-Sarlat
- 11 novembre : Michel Sales, prêtre jésuite, philosophe et théologien français († 27 avril 2016)
- 14 novembre : Reginald Foster, prêtre et latiniste américain († 25 décembre 2020)
- 18 novembre : Henri Brincard, prélat français, évêque de Puy-en-Velay († 14 novembre 2014)
- 23 novembre : Maurice de Germiny, prélat français, évêque de Blois
- 7 décembre : Jean-Louis Giasson, prélat canadien, missionnaire, évêque de Yoro († 12 février 2014)
- 15 décembre : Jean-Marc Boulé, prêtre et éducateur canadien († 15 juillet 2013)
- 17 décembre : Joseph Roduit, moine bénédictin suisse, abbé mitré de Saint-Maurice († 17 décembre 2015)
- 27 décembre : Carlos Prada Sanmiguel, prélat colombien, évêque de Duitama-Sogamoso († 16 août 2013)
- 29 décembre : Bienheureuse Marie-Clémentine Anuarite Nengapeta, religieuse et martyre de la pureté congolaise († 1er décembre 1964)
- Date précise inconnue : 
  - Enric Cortès, prêtre capucin et bibliste espagnol
  - Monique Dumais, religieuse ursuline, théologienne et militante féministe canadienne († 16 septembre 2017)
  - Félix Kouadjo, prélat ivoirien, évêque de Bondoukou († 6 mai 2012)
  - Raymond Lemieux, théologien et sociologue canadien

## Décès
- 2 février : Jacques Debout, prêtre et homme de lettres français (° 18 décembre 1872)
- 10 février : Pie XI, 259e pape (° 31 mai 1857)
- 23 février : Eugène Grellier, prélat français, évêque de Laval (° 3 janvier 1850)
- 28 février : Adolphe-André Porée, prêtre, archéologue et historien français (° 14 mars 1848)
- 3 mars : Maurice Clément, prélat français, évêque de Monaco (° 26 juin 1865)
- 13 mars : Alban Goodier, prélat et missionnaire britannique, archevêque de Bombay (° 14 avril 1869)
- 19 mars : Jean-Baptiste Frey, prêtre, exégète et enseignant français (° 26 avril 1878)
- 22 mars : Théophile Bourgeois, abbé suisse, prévôt de la congrégation du Grand-Saint-Bernard (° 1855)
- 1er avril : Donato Raffaele Sbarretti Tazza, cardinal italien de la Curie, précédemment archevêque titulaire d'Éphèse (de) (° 12 novembre 1856)
- 23 avril : 
  - Domenico Mariani, cardinal italien de la Curie (° 3 avril 1863)
  - Bienheureuse Maria Gabriella Sagheddu, religieuse italienne (° 17 mars 1914)
- 28 avril : Marie-Albert Janvier, prêtre dominicain, prédicateur français, aumônier des milieux littéraires et artistiques (° 19 décembre 1860)
- 12 mai : Victor Douceré, prélat et missionnaire français, premier vicaire apostolique des Nouvelles-Hébrides et évêque titulaire de Terenuthis (de) (° 3 avril 1857)
- 16 mai : Alexis Lemaître, prélat et missionnaire français, archevêque de Carthage et primat d'Afrique (° 30 mars 1864)
- 18 mai : Émile Barthès, prélat français, évêque auxiliaire d'Albi (° 16 janvier 1883)
- 22 juin : Alexandre Braud, prêtre et dramaturge canadien (° 16 décembre 1872)
- 2 juillet : François Berlier de Vauplane, prêtre jésuite et éducateur français (° 27 juin 1883)
- 12 juillet : Achille Delaere, prêtre belge au Canada auprès des immigrants ukrainiens (° 17 avril 1868)
- 20 juillet : Augustin Henninghaus, prélat et missionnaire allemand, vicaire apostolique de Yang-Tchéou et évêque titulaire d'Hypèpes (de) (° 11 septembre 1862)
- 25 juillet : Eduard von der Ropp, prélat et missionnaire allemand, archevêque de Mohilev (° 2 décembre 1851)
- 6 août : Joseph Bastin, prêtre, linguiste et botaniste belge (° 8 décembre 1870)
- 17 août : Henri Lécroart, prélat jésuite et missionnaire français, vicaire apostolique de Sienhsien et évêque titulaire d'Anchialus (de) (° 4 novembre 1864)
- 13 septembre : Angelo Maria Dolci, cardinal italien, diplomate du Saint-Siège et archevêque titulaire de Nazianze puis d'Hiérapolis-en-Syrie (° 12 juillet 1867)
- 20 septembre : Paul Bruchési, prélat canadien, archevêque de Montréal (° 29 octobre 1855)
- 2 octobre : 
  - George Mundelein, cardinal américain, archevêque de Chicago (° 2 juillet 1872)
  - Norbert-Georges-Pierre Rousseau, prélat français, évêque du Puy-en-Velay (° 7 juillet 1871)
- 1er novembre : René-Pierre Mignen, prélat français, archevêque de Rennes (° 18 janvier 1875)
- 11 novembre : Bienheureuse Alice Kotowska, religieuse et martyre polonaise du nazisme (° 20 novembre 1899)
- 2 décembre : Alphonse Marie-Pierre Daniel Darris, prêtre, botaniste et missionnaire français en Chine (° 3 août 1877)
- 7 décembre : Jean-Pierre Marcou, prélat et missionnaire français, premier vicaire apostolique de Phát Diêm et évêque titulaire de Lysiade (de) (° 10 mai 1857)
- 8 décembre : Azarie Couillard-Després, prêtre et historien canadien (° 4 mars 1876)